# Maria Haglund
Maria Haglund (n. 6 mai 1972, Karlskoga, Comitatul Örebro, Suedia) este o canoistă ce a reprezentat Suedia, medaliată olimpică. A participat la o ediție a Jocurilor Olimpice (1992) în care a câștigat o medalie de bronz.

## Participări
Lista de mai jos prezintă principalele competiții la care a participat Maria Haglund de-a lungul carierei.
- canoeing at the 1992 Summer Olympics – women's K-4 500 metres[*]